# Himmelfahrtkirche (Jerusalem)

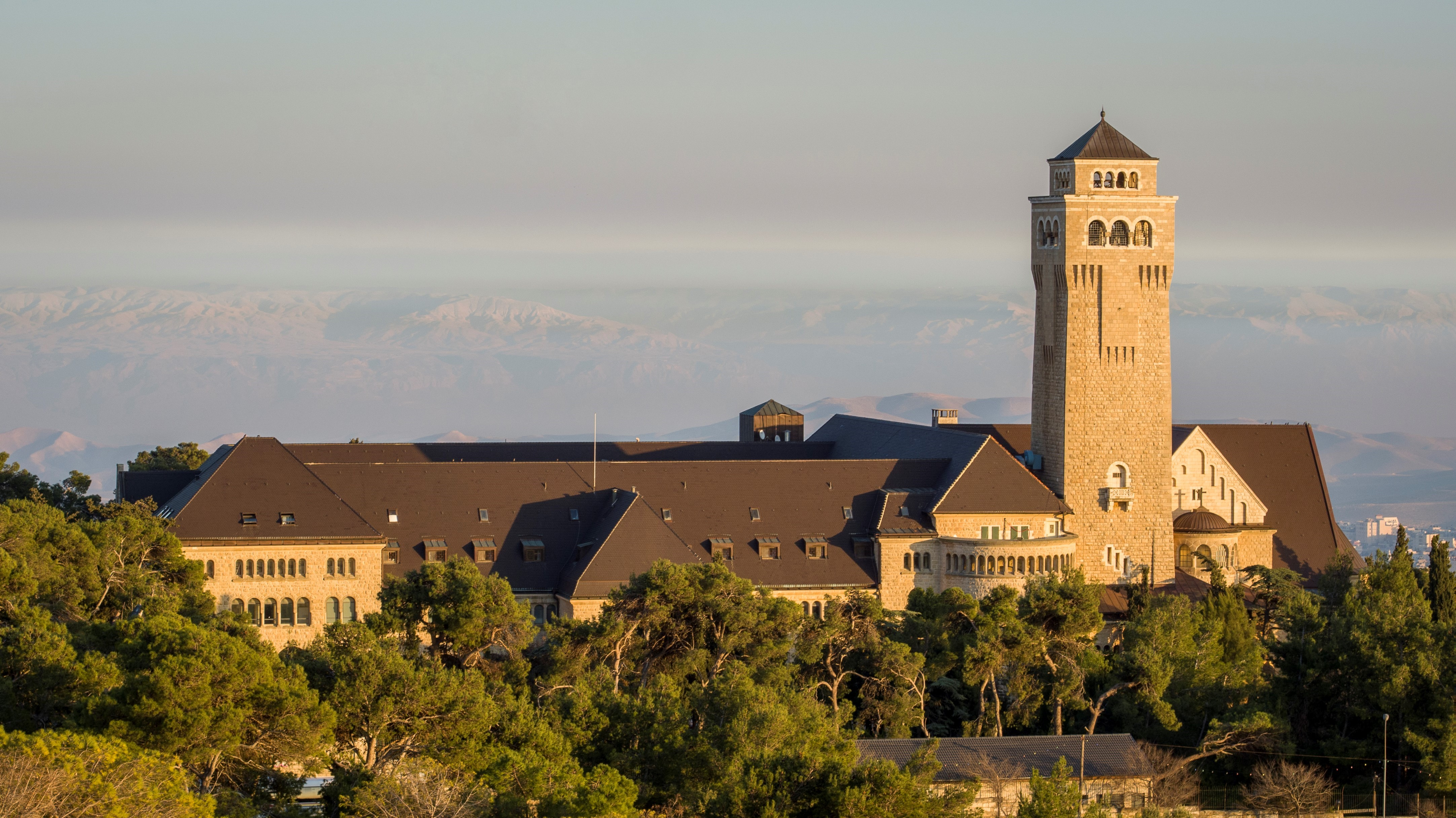
Himmelfahrtskirche auf dem Ölberg

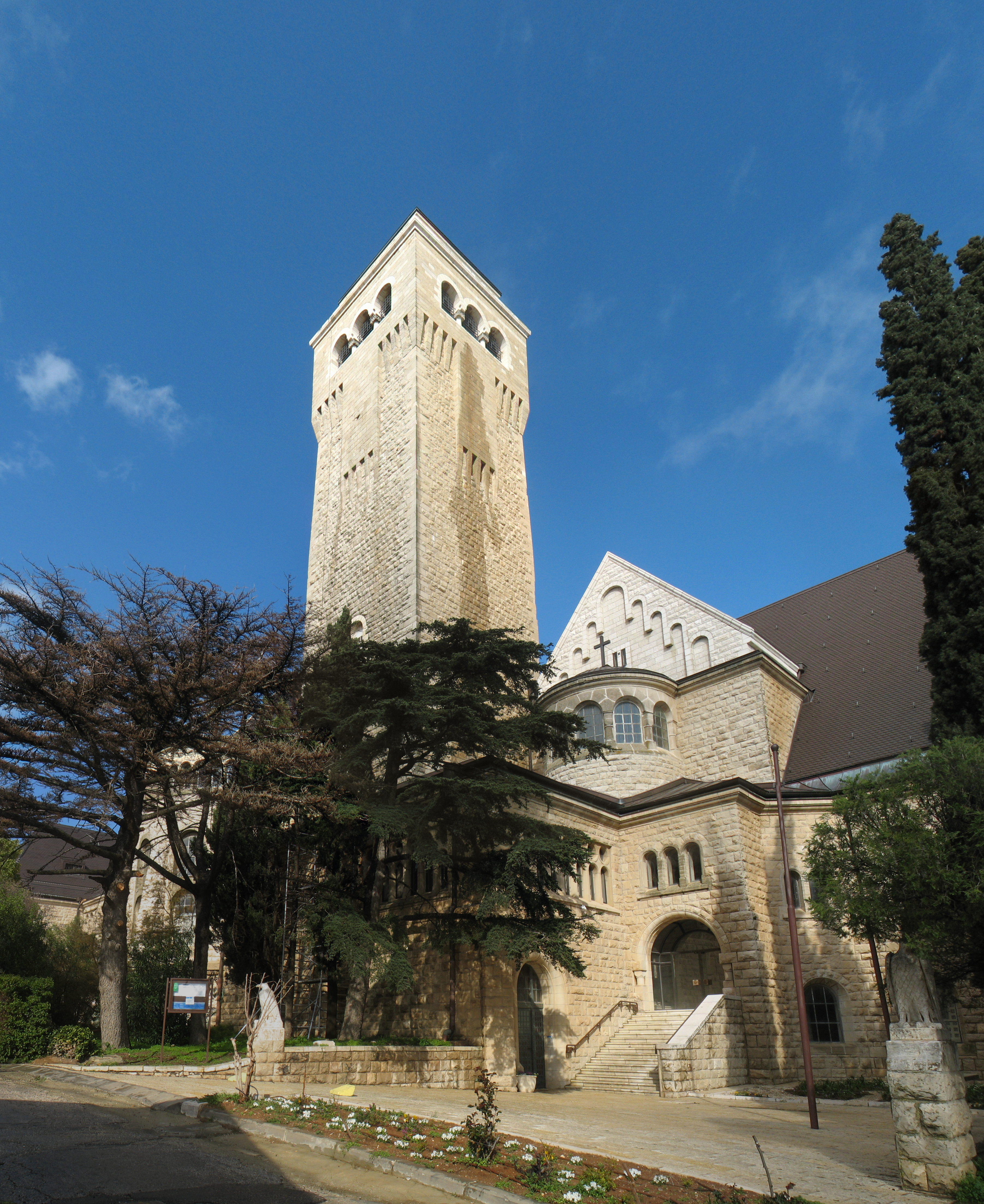
Himmelfahrtkirche in Jerusalem

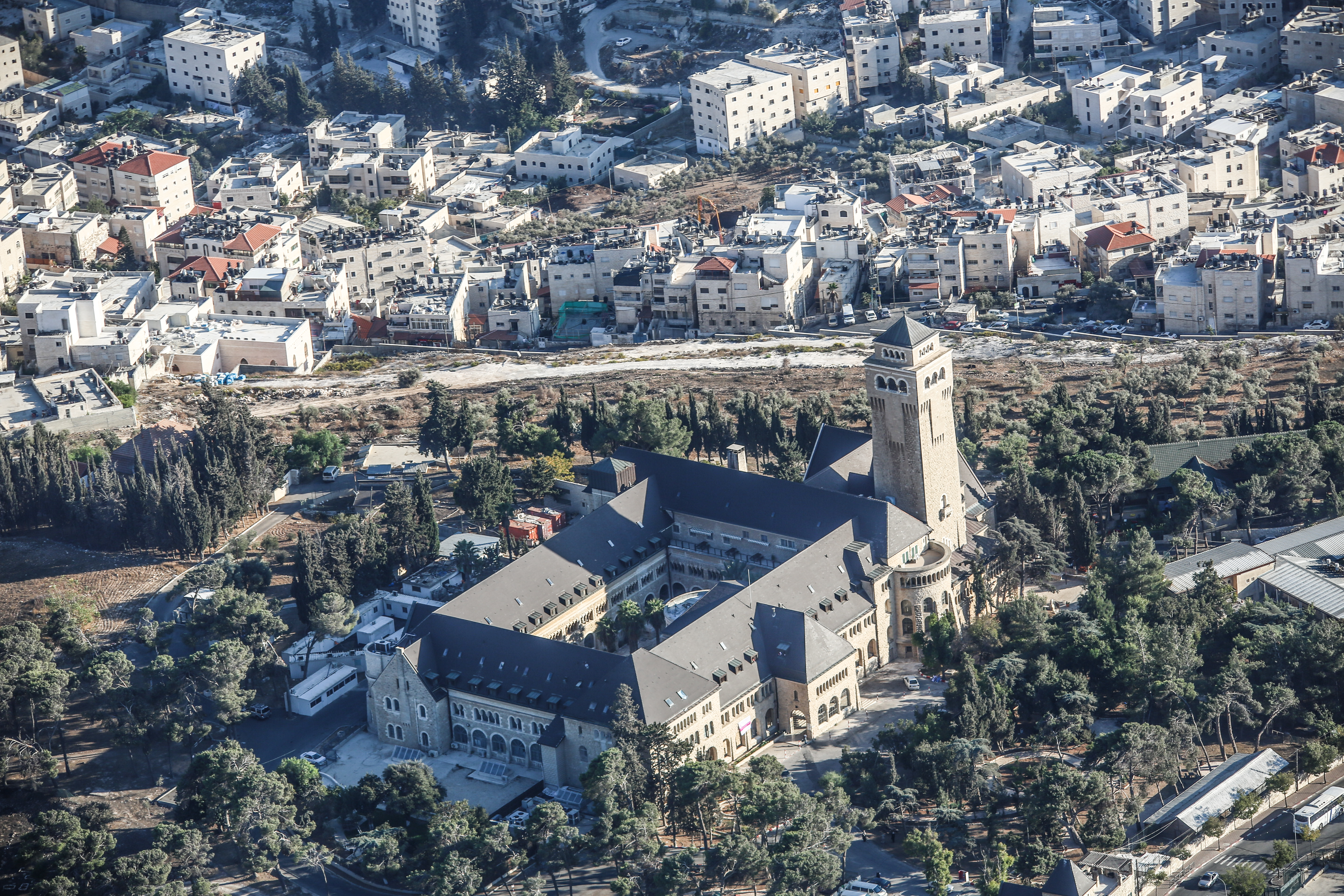
Luftaufnahme der Kirche

Die evangelische Himmelfahrtkirche (hebräisch כְּנֵסִיַּת הָעֲלִיָּה Knessijjat ha-ʿAlijjah, Plene auch כנסיית העלייה englisch Ascension Church, meist einfach Augusta Victoria nach dem benachbarten Spital) ist ein 1914 vollendeter Sakralbau auf dem Ölberg in Jerusalem. Er wurde von der 1899 dort gegründeten Kaiserin Auguste Victoria-Stiftung auf dem Ölberg (Ölbergstiftung) errichtet. 1907 wurde der Grundstein für ein Malaria-Hospital gelegt und 1910 die Kirche eingeweiht.
Die Kirche steht auf einem der höchsten Punkte Jerusalems, 850 Meter über dem Meeresspiegel und fast 1300 m über dem Toten Meer. Die Kirche ist im wilhelminisch-neobyzantinischen Stil erbaut. Die gesamte Westfassade wurde zum Schutz vor den starken Winden und Regenfällen mit einem massiven Vorbau umgeben. In den Jahren 1988–1991 wurden nach der statischen Sanierung und der Beseitigung der Erdbebenschäden die Kunstwerke dem Originalzustand entsprechend restauriert.

## Geschichte

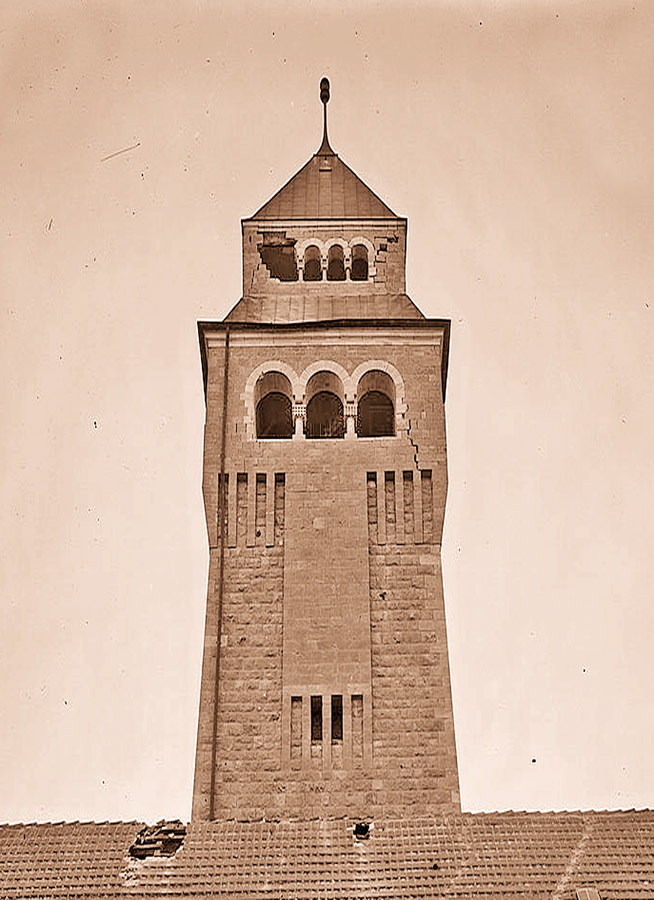
Erdbebenschäden an Turm und Dach der Himmelfahrtskirche 1927

Während der Palästinareise Kaiser Wilhelms II. im Herbst 1898 mit seiner Frau Auguste Victoria sagte der deutsche Kaiser den evangelischen Gemeinden deutscher Sprache in Jerusalem, Jaffa, Bethlehem und Haifa auf ihre Bitten hin zu, auf dem Ölberg ein Erholungsheim – besonders für Malariakranke – und ein Hospiz für christliche Pilger zu bauen.
Nach langer Suche nach einem geeigneten Bauplatz wurde im November 1903 ein erstes 81.000 Quadratmeter großes Grundstück erworben, in den beiden folgenden Jahren zudem weiteres angrenzendes Land.
Im Sommer 1906 wurden der Berliner Architekt Carl Gause und sein Freund und Mitarbeiter Robert Leibnitz mit dem Bau beauftragt.
Am Ostersonntag, 31. März 1907 wurde unter Anwesenheit der beiden Architekten der Grundstein gelegt. Die Einweihung von Hospiz mit der Himmelfahrtkirche folgte am 9. April 1910. Die Bauarbeiten wurden allerdings erst vier Jahre später abgeschlossen.
Zu Beginn des Ersten Weltkrieges (1914) diente die Ölbergstiftung dem deutsch-osmanischen Generalstab als Hauptquartier. Der Gebäudekomplex wurde 1917 von den Briten beschlagnahmt. Während der nächsten zehn Jahre regierten der britische High-Commissioner und seine Beamten von hier aus das Mandatsgebiet.
Das Erdbeben von Jericho beschädigte 1927 die Gebäude. Der Turm musste um 10 Meter gekürzt werden. Die Internationale Missionskonferenz (eine Vorläuferin des Ökumenischen Rates der Kirchen) tagte 1928 in den Räumen der Ölbergstiftung. 1937 begann das Diakoniewerk Kaiserswerth damit, das Hospiz zu einem Krankenhaus umzugestalten. Nach dem Ausbruch des Zweiten Weltkrieges wurde das Gebäude 1939 wieder beschlagnahmt und als Militärlazarett für die Arabische Legion benutzt.
1948 wurden Grundstücke und Gebäude dem Lutherischen Weltbund (LWB) übertragen. Nach dem Krieg um Israels Unabhängigkeit eröffnete das Internationale Komitee vom Roten Kreuz (IKRK) 1949 ein Krankenhaus für palästinensische Flüchtlinge. 1950 übernahm der LWB zusammen mit der United Nations Relief and Works Agency die Führung des Krankenhauses.
Das Krankenhaus wurde 1966 umgebaut und spezialisierte sich auf Krebs-, Hals-, Nasen- und Ohrenleiden. Der im April 1910 eingeweihte Kaisersaal wurde mit deutschen öffentlichen Mitteln und privaten Spenden wieder hergerichtet und im April 2010 der Öffentlichkeit gezeigt. Er soll in Zukunft allen Einwohnern des Heiligen Landes für kulturelle Veranstaltungen zur Verfügung stehen. Mit Joachim Gauck besuchte 2012 erstmals ein deutsches Staatsoberhaupt die Himmelfahrtkirche.

## Künstlerische Ausgestaltung

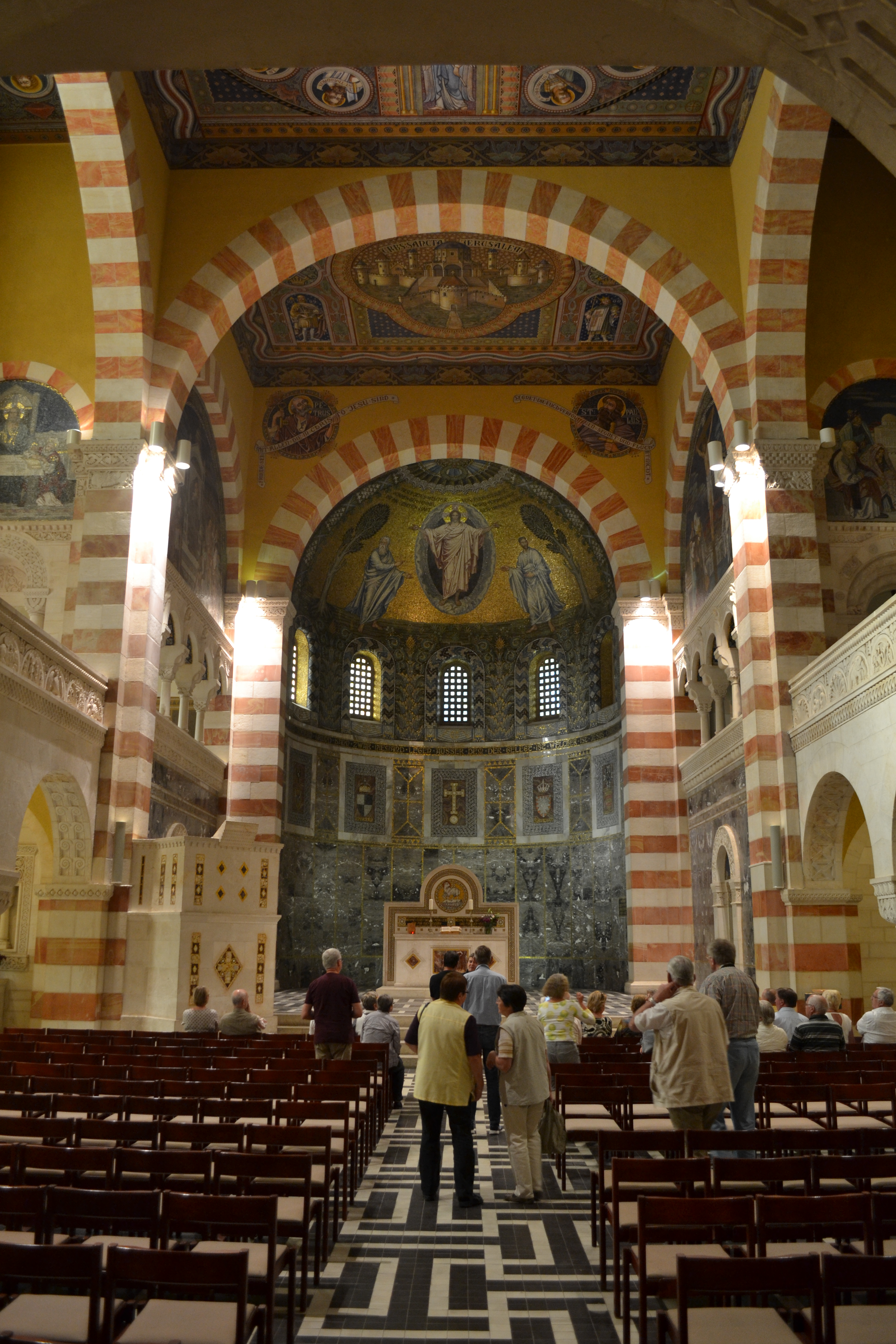

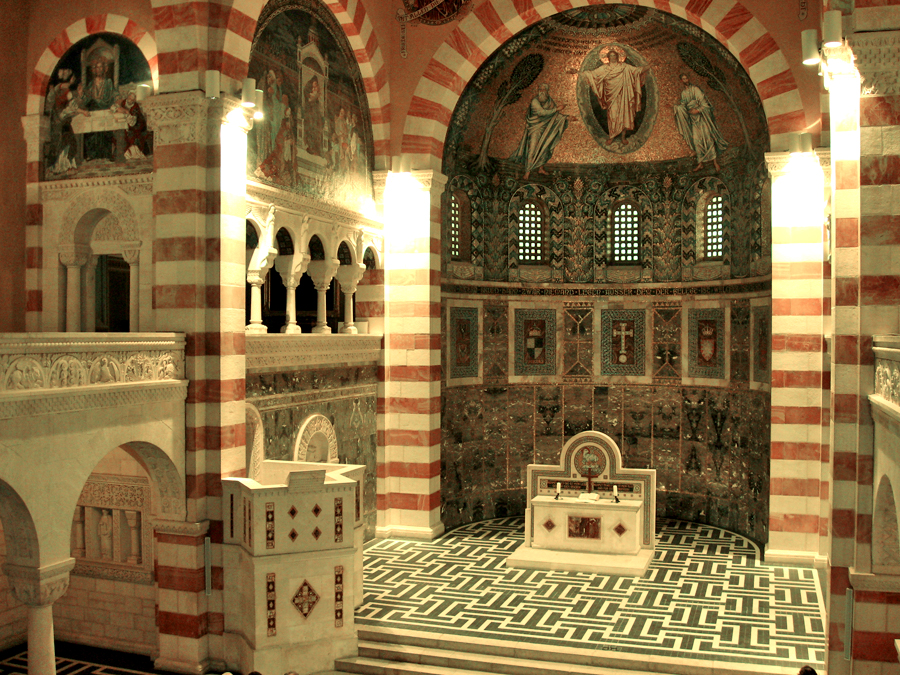
Altarraum

Höhepunkte der reichen künstlerischen Ausgestaltung bilden die Malereien der Flachdecken und – als kostbare Werke – die Mosaiken der Apsis und der Lünetten des Chorraumes und der Emporen.
Die Deckenmalereien wurden 1910/11 von dem in Jerusalem lebenden Maler Schmidt aus Haldersleben nach Entwürfen von Otto Vittali d. J. in Kalk-Kasein-Technik ausgeführt.
Vorbild war die Holzdecke von St. Michael in Hildesheim. Die Malereien sind durch die Joche des Baues in fünf Felder unterteilt. Dem Kreuz des Kirchengrundrisses folgt ein gemaltes Kreuz in den Feldern der Deckenmalerei, das alle deren fünf Felder durchzieht.
Die Malerei der Vierung zeigt den thronenden Jesus als Pantokrator, umgeben von vier Medaillons mit den Evangelistensymbolen, vier Erzengeln und zwölf Tondi mit den zwölf Aposteln als Bruststücken.
In den Deckenmalereien über der Orgelempore thronen beide Stifter Auguste Viktoria und Wilhelm II. mit dem Modell der Kirche, umgeben von kreuzritterlichen Herrschern König Konrad III., Kaiser Barbarossa, Kaiser Friedrich II., Richard Löwenherz, Ludwig VII. von Frankreich, Philipp II. August. Vier weitere Kreuzritter-Könige, Gottfried von Bouillon, Balduin I. und II. und Fulko V. flankieren diese Szene.
Das Mosaik des auferstandenen Christus in der Apsis entwarf der Hannoveraner Hermann Schaper. Es wurde ursprünglich für die Erlöserkirche in Gerolstein in der Eifel produziert, jedoch nach einer Entscheidung von Kaiserin Auguste Viktoria hier angebracht. Ein identisches wurde danach nochmals für Gerolstein produziert und befindet sich in der dortigen Kirche. Die Ausführung übernahm die Berliner Mosaikanstalt Puhl & Wagner.
Der Passionszyklus aus vier Mosaik-Lünettenbildern wurde nach dem Entwurf von Ernst Christian Pfannschmidt nach 1910 ebenfalls durch Puhl & Wagner ausgeführt. Pfannschmidt hatte schon 1903–1907 einen Leben-Jesu-Zyklus für die Kaiser-Wilhelm-Gedächtniskirche gestaltet, welcher heute allerdings zerstört ist. Die Stadt Jerusalem erscheint als Hintergrund der Kreuzigungsszene in der westlichen Lünette des Chorraumes.
Die Steinmetzarbeiten verdienen wegen ihres Formenreichtums – kein Motiv wiederholt sich – und ihrer bis ins Detail gelungenen Ausarbeitung besonderes Interesse. Sie wurden von einheimischen Steinmetzen ausgeführt. Zusammen mit dem Fußboden, mit seinem auch an anderen Stellen der Stadt zu findenden byzantinischen Muster, ergibt sich ein abgerundeter, harmonischer Gesamteindruck, der noch durch das Licht betont wird, das in warmen Farben durch die Goldglas- und Wappenfenster fällt.

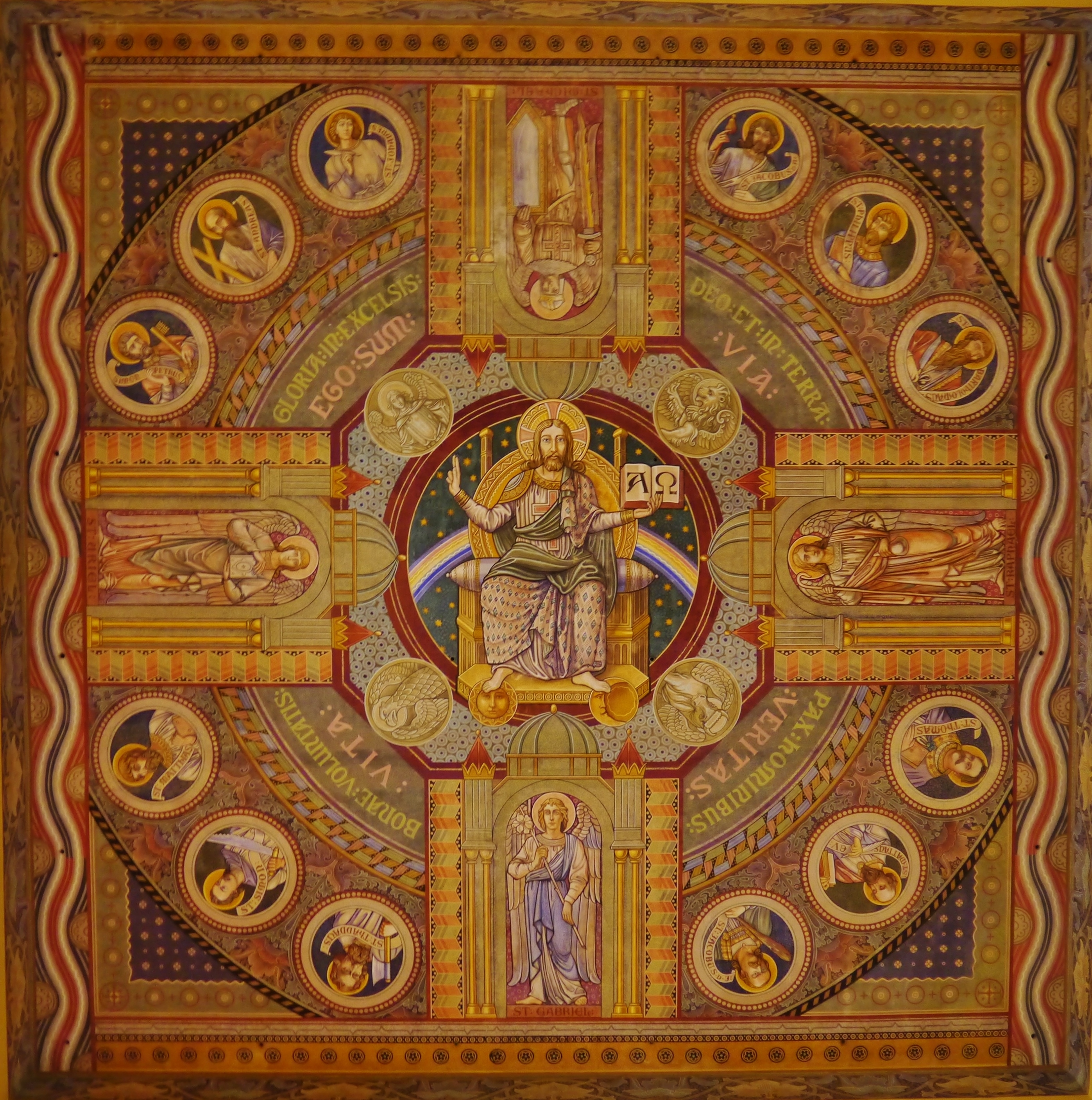
Deckenmalerei der Vierung
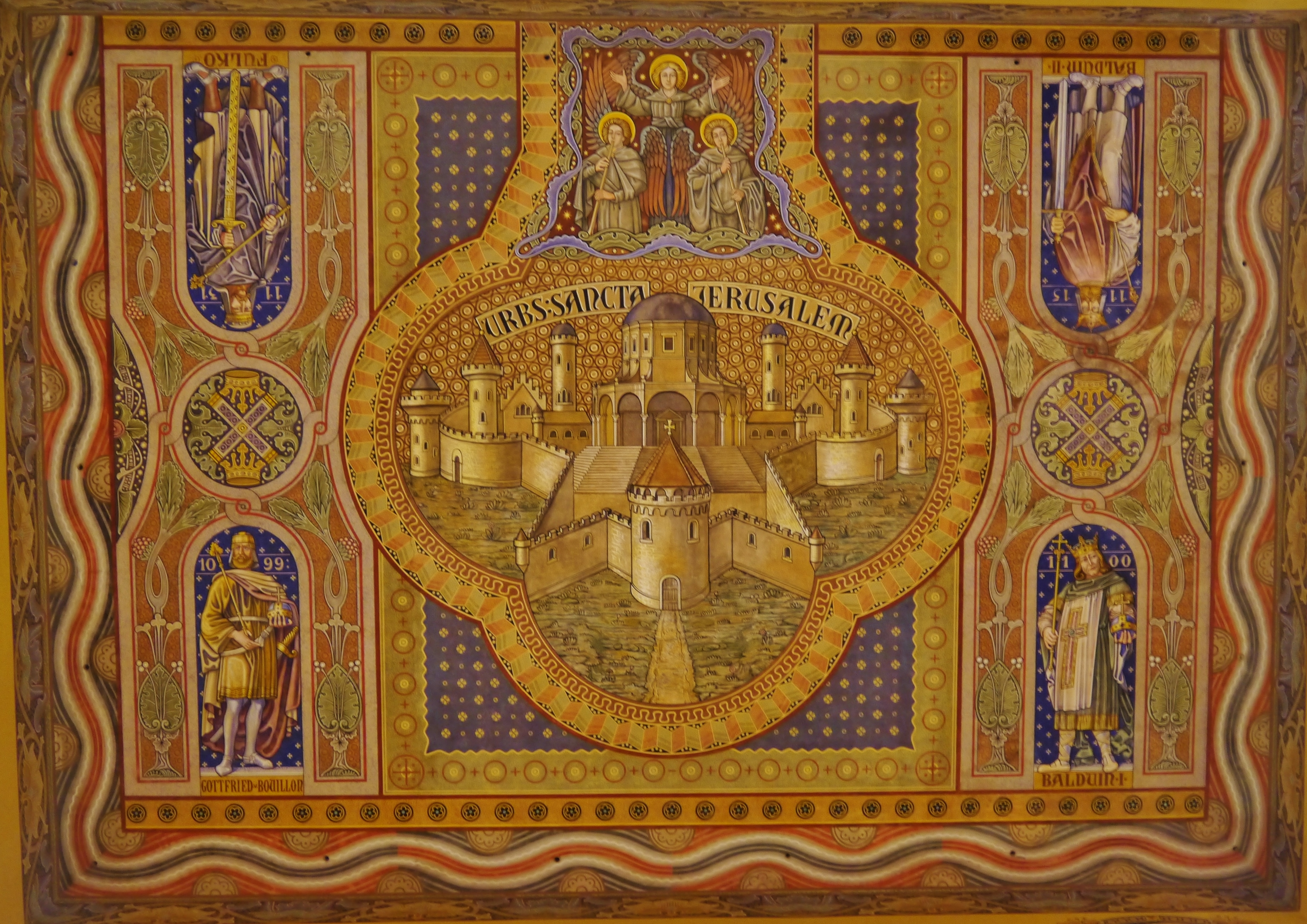
Deckenmalerei über dem Altarraum mit Darstellung Jerusalems
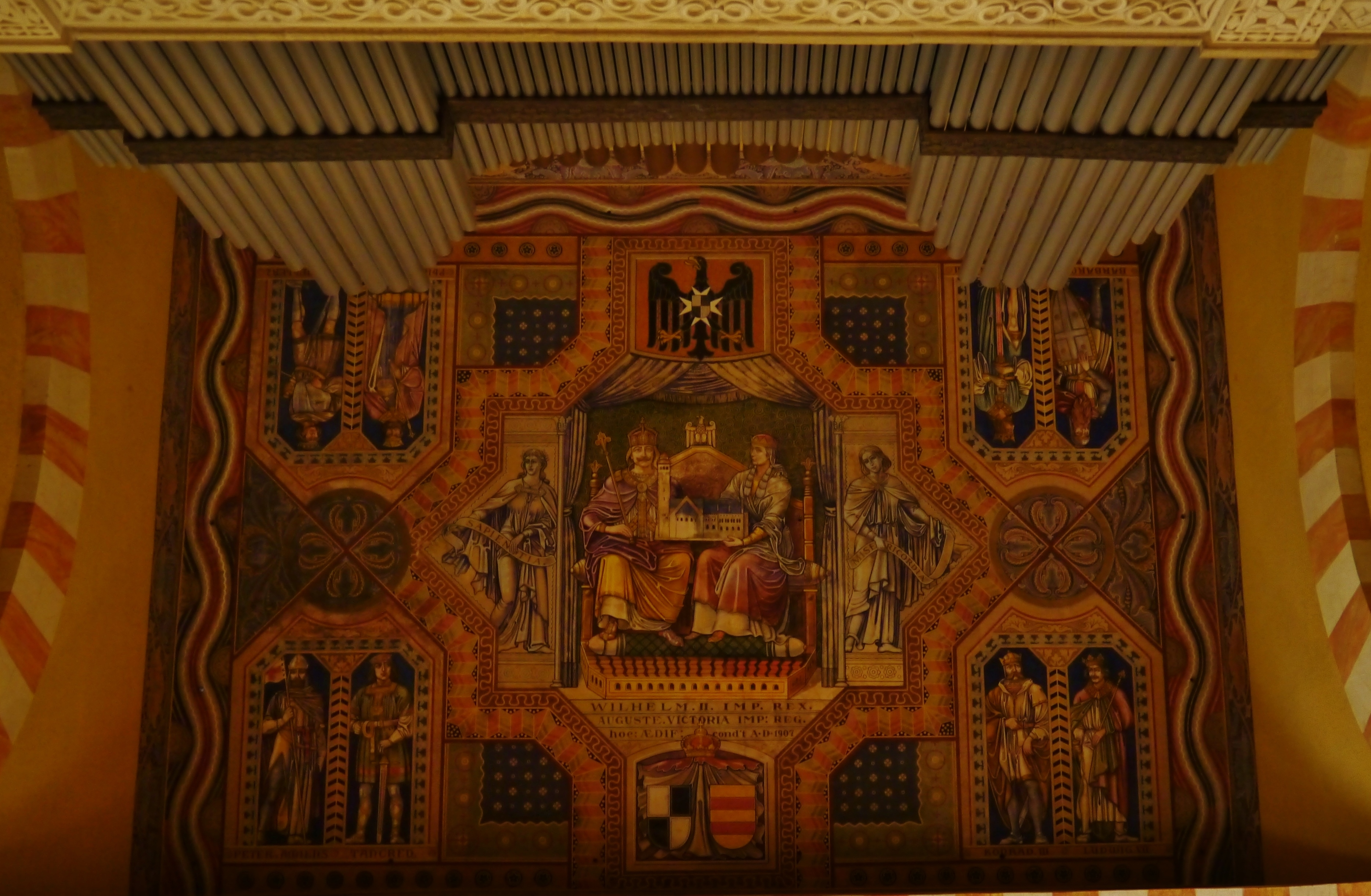
Deckenmalerei über der Orgel
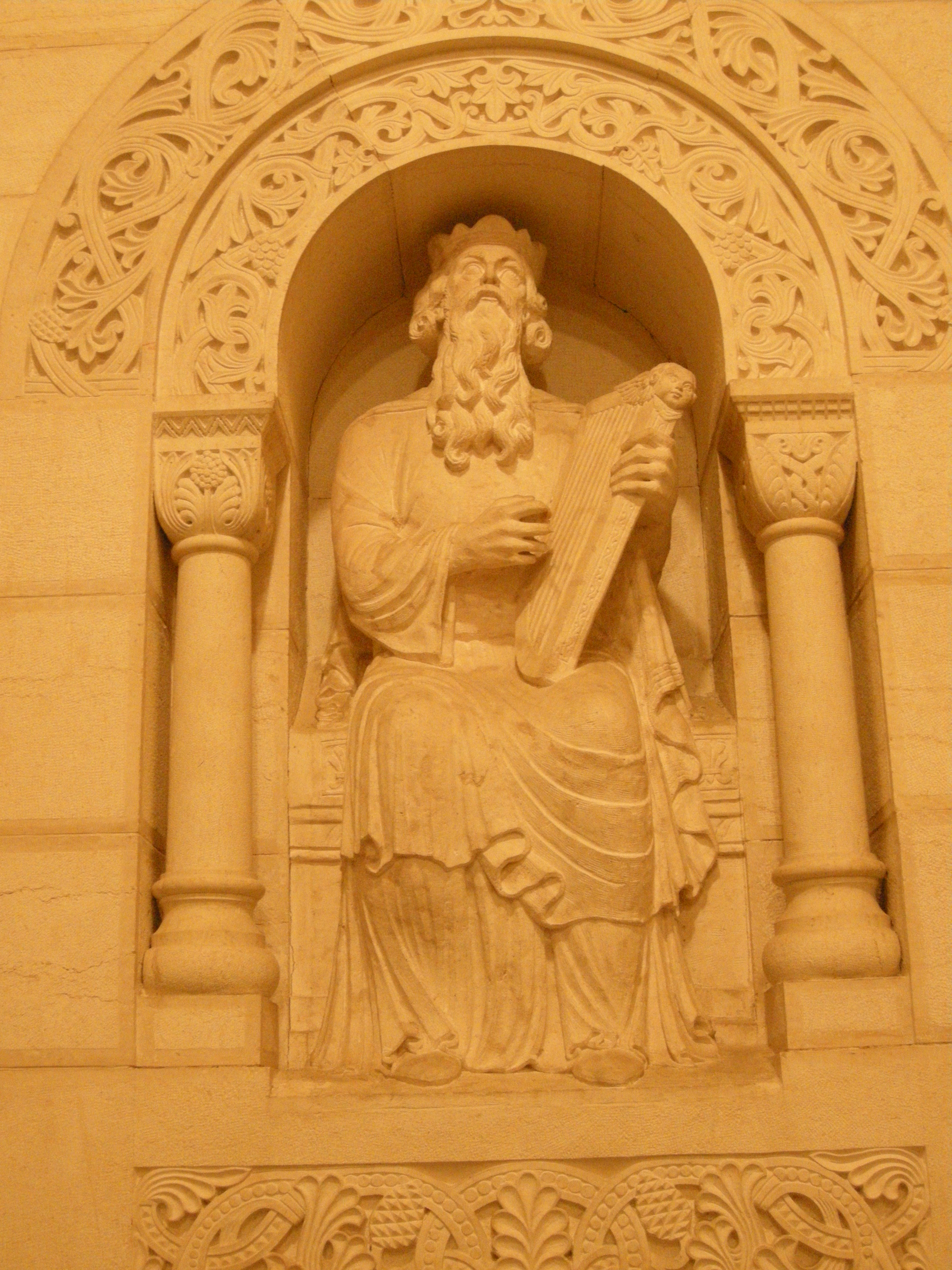
König David mit der Harfe, im östlichen Querschiff

## Orgel
Die pneumatische Orgel wurde 1910 von dem Orgelbauer Wilhelm Sauer in Frankfurt/Oder gebaut. Sie ist im Originalzustand erhalten und in dieser Region einzigartig.
Der Prospekt wurde in Anlehnung an die Orgel der Erlöserkirche in Bad Homburg gestaltet. Das Kegelladen-Instrument ist weitgehend original erhalten. Es hat 24 Register auf zwei Manualen und Pedal. Die Spiel- und Registertrakturen sind pneumatisch.
| I Hauptwerk C–f3 |       |
| Bordun           | 16′   |
| Principal        | 8′    |
| Gemshorn         | 8′    |
| Flute            | 8′    |
| Schalmei         | 8′    |
| Gedackt          | 8′    |
| Oktave           | 4′    |
| Rohrflöte        | 4′    |
| Cornett III-IV   | 2 ⁄3′ |

| II Schwellwerk C–f3 |     |
| Gedackt             | 16′ |
| Principal           | 8′  |
| Liebl. Gedackt      | 8′  |
| Fernflöte           | 8′  |
| Aeoline             | 8′  |
| Voix cèleste        | 8′  |
| Fugara              | 4′  |
| Flauto dolce        | 4′  |
| Flautino            | 2′  |

| Pedal C–d1   |     |
| Prinzipal    | 16′ |
| Violon       | 16′ |
| Subbaß       | 16′ |
| Oktave       | 8′  |
| Cello        | 8′  |
| Gedacktflöte | 8′  |

- Koppeln: II/I, I/P, II/P

## Turm und Glocken
Die Himmelfahrtskirche steht auf einem der höchsten Punkte Jerusalems, der Nordkuppe des Ölbergs, 850 Meter über dem Meeresspiegel und fast 1300 Meter über dem unter Normalnull gelegenen Toten Meer. Ihr Turm mit 65 Metern Höhe, der zur Besteigung öffentlich zugänglich ist, bietet einen guten Ausblick über Stadt und Umland.
Die vier Glocken im Turm wurden 1910 in der Glockengießerei Schilling in Apolda gegossen. Um die Glocken vom Hafen Jaffa nach Jerusalem zu bringen, musste eigens eine Straße gebaut werden. Die in die Glocke «Herrenmeister» gravierten Namen und Jahreszahlen Gregor der Große (598), Gerhard Sasso (1098), Raymond du Puy (1120), Wilhelm II. (1898) und Eitel Friedrich von Preußen (1907 und 1910) stellen Personen und Ereignisse in einen Zusammenhang, den das damalige hohenzollersche Geschichtsbild gerne sehen wollte. Mit «Herrenmeister» werden der oberste Leiter des Johanniterordens oder auch die Leiter einer Ordensprovinz (Ballei) bezeichnet.
Übersicht
| Glocke | Name             | Gewicht | Schlagton |
| ------ | ---------------- | ------- | --------- |
| 1      | Herrenmeister    | 6120 kg | g°        |
| 2      | Deutscher Kaiser | 2730 kg | h°        |
| 3      | Kaiserin         | 1630 kg | d′        |
| 4      | Friede           | 1072 kg | e′        |

Im Jahr 2011 wurde das Geläut vom Glockensachverständigen der Erzdiözese Köln begutachtet. Die Feststellung einiger Mängel, vor allem bei der Aufhängung der schwersten Glocke, führte dazu, dass die große Herrenmeisterglocke stillgelegt werden musste, um Gefahren für den Turm und die Menschen um die Kirche herum abzuwenden. Die Sanierung musste wieder von Deutschland aus durchgeführt werden, da geeignetes Handwerk in der Region nicht vorhanden ist. Die Glockengießerei Rudolf Perner aus Passau übernahm die Sanierung und konnte diese 2019 abschließen, so dass wieder das komplette Geläut an Sonn- und Feiertagen erklingen kann. Die Herrenmeisterglocke wird zusätzlich freitags um 15 Uhr zur Erinnerung an Jesu Todesstunde geläutet.

## Die Himmelfahrtkirche heute (Stand Juni 2010)

### Evangelisches Pilger- und Begegnungszentrum
Das evangelische Zentrum auf dem Ölberg arbeitet mit der deutschsprachigen evangelischen Gemeinde Jerusalem (Erlöserkirche) zusammen. Neben Andachten für Pilgergruppen und Touristen werden öffentliche Vorträge, Seminare und Konzerte angeboten.

### Café Auguste Victoria
Gegenüber der Kirche findet sich das Café Auguste Victoria. An sonnigen und warmen Tagen findet der Besucher Kühle auf der Caféterrasse im Schatten der Bäume. An kalten Tagen gibt es gemütliche Plätze in der Sonne. Es dient als zentraler Treffpunkt verschiedener caritativer und sozialer Hilfsorganisationen und bietet auch Pilgern, Freiwilligen und allen anderen einen ruhigen Ort. Das Café Auguste Victoria wird ausschließlich von Freiwilligen geführt.
Sehr beliebt ist auch das immer mittwochs stattfindende „After-Work“ mit einem Menü, das durch Freiwillige zubereitet wird.

## Krankenhaus
siehe Auguste-Viktoria-Hospital.